# 岡田靖雄
岡田 靖雄（おかだ やすお、1931年3月28日- 2025年3月14日）は、日本の精神科医。

## 人物・来歴
福島県生まれ。1955年東京大学医学部卒業、翌年医師となる。東京都立松沢病院、東京大学医学部、荒川生協病院に勤務した。青柿舎（精神科医療史資料室）運営。「ハンセン病問題検証会議」の委員も務めた。精神科医療史研究会世話人。日本医史学会名誉会員。
2025年3月14日、死去。93歳没。

## 著書
- 『差別の論理 魔女裁判から保安処分へ』勁草書房, 1972
- 『精神科慢性病棟 松沢病院1958-1962』岩崎学術出版社, 1979
- 『私説松沢病院史 1879～1980』岩崎学術出版社, 1981
- 『呉秀三 その生涯と業績』思文閣出版, 1982
- 『中年からのこころの健康法 ストレス、更年期・老年を生きる』(健康家族シリーズ) 労働旬報社, 1987
- 『精神病医齋藤茂吉の生涯』思文閣出版, 2000
- 『日本精神科医療史』医学書院, 2002
- 『吹き来る風に 精神科の臨床・社会・歴史』 (精神医学の知と技) 中山書店, 2011
- 『相馬事件　明治の世をゆるがした精神病問題その実相と影響』六花出版, 2022

### 共編著
- 『精神病理学 精神病理学の概観 精神病理学総論　異常心理学講座 第2部 A・第3(ソヴェト精神医学の基礎)』加藤正明共著、みすず書房, 1954
- 『精神医療 精神病はなおせる』(科学論・技術論双書) 編、勁草書房, 1964
- 『新らしい精神科看護』吉岡真二共編、日本看護協会出版部, 1964
- 『市民の精神衛生 社会のなかで精神病を治す』小坂英世共著、勁草書房, 1970
- 『精神科症例集』浜田晋、江熊要一、佐藤壱三、立津政順、長谷川源助共編、岩崎学術出版社, 1976
- 『呉秀三著作集』全2巻 編・解説、思文閣出版, 1982
- 『精神障害者問題資料集成 戦前編 編集復刻版』全12巻、六花出版, 2010-16。小峯和茂・橋本明と編集
- 『精神障害者問題資料集成 戦後編 編集復刻版』全12巻、六花出版, 2018。編者
- 編著『もうひとつの戦場 戦争のなかの精神障害者/市民』六花出版, 2019

### 翻訳
- ア・オ・ドーリン『ノイローゼの生理学 高次神経活動の病理 (現代ソヴェト条件反射選書) 世界書院, 1966
- N.V.ヴィノグラードフ『ソビエト精神医学入門 (精神科学全書) 山口恒子共訳、岩崎学術出版社, 1967
- ソヴェト司法精神医学研究所編『精神鑑定の理論と実際 司法精神医学概論』岩崎学術出版社, 1969
- イヴァン・ペトロヴィチ・パヴロフ『高次神経活動の客観的研究』横山恒子共訳、岩崎学術出版社, 1979
- ア・ゲ・イヴァノフースモレンスキー『言語の生理学 信号系学説の発展』 (現代ソヴェト条件反射選書) 世界書院, 1980

## 論文
- <岡田靖雄